# 銓衡
| ウィキペディアには「銓衡」という見出しの百科事典記事はありません（タイトルに「銓衡」を含むページの一覧/「銓衡」で始まるページの一覧）。 代わりにウィクショナリーのページ「銓衡」が役に立つかもしれません。 |